# Andrea Dal Col
Andrea Dal Col (Conegliano, 30 de abril de 1991) es un ciclista italiano.

## Palmarés
2012 (como amateur)
- 1 etapa del Girobio

2014
- 1 etapa de la Vuelta al Táchira

2015
- 1 etapa del Tour de Río